# Sonic Boom: Shattered Crystal
Sonic Boom: Shattered Crystal é um jogo da série Sonic the Hedgehog para Nintendo 3DS, protagonizado por Sonic the Hedgehog e co-protagonizado por Tails, Knuckles e Sticks, e antagonizado por Lyric, o principal vilão do jogo. Que na verdade consiste em publicar a série de televisão do mesmo nome.

## Jogabilidade
O jogo na versão 3DS é possível jogar com quatro personagens diferentes, sendo Sticks a co-protagonista desta versão, enquanto Amy Rose é co-protagonista na versão Sonic Boom: Rise of Lyric. O jogo possui gráficos bonitos, novas habilidades nunca vistas em títulos anteriores, como por exemplo, uma corda produzida por um laser rosa, também a caminhos que só podem se abertos por um determinado personagem ou acessado pelos mesmos, os 4 quatro personagens, cada um tem habilidades únicas, no inicio só é possível jogar com Sonic, mas a medida que se avança no jogo, os outros personagens vão aparecendo, tem que se recolher pedaços de cristais quebrados, mapas e outros itens importantes para os personagens ganharem novas habilidades e golpes. Também é preciso colher moedas chamadas Tokens com as quais se compra extras na barraquinha de brinquedos, as Tokens podem ser conseguidas nas fases, e a cada 24 horas, mas também em desafios online.

## Sinopse
A história começa nos quadrinhos que aparece no jogo, onde há mil anos uma serpente do mau chamada Lyric queria se apossar de um antigo cristal com o qual ele teria plenos poderes para conquistar o mundo e o universo, mas seus planos são frustrados por uma sociedade secreta de ouriços que eram os guardiões do cristal, mil anos depois, Amy está vasculhando antigas ruínas e descobre o segredo do cristal, Lyric aparece e tenta captura Amy, mas é derrotado momentaneamente por ela, mas ele aproveita um descuido dela e a captura, antes que tente avisar Sonic por um tablet que é destruído por Lyric, cabe agora Sonic e seus amigos Tails, Knuckles e Sticks, uma amiga de Amy ajudarem a salvar sua amiga das garras deste terrível vilão.

## Personagens
- Sonic the Hedgehog - Personagem principal da trama, corre, tem reflexos rápidos e faz o famoso spin-dash, ele pode destruir blocos azuis que bloqueiam o caminho, está a procura de Amy e quer salva-la de um sequestrador desconhecido.

- Tails - A raposa de duas caudas que sempre é o parceiro fiel de Sonic, ataca seu inimigos com bombas, muito inteligente, precisa decifra os mapas que são encontrados pelas fases,

- Knuckles - Com um novo visual, é forte, pode escava a terra como uma broca durante alguns segundos e quebrar quase tudo no seu caminho.

- Sticks - Uma texugo da Selva amiga de Amy, tem uma leve semelhança com Marine the Racoon, de Sonic Rush Adventure, ataca seus inimigos com um bumerangue.

- Amy Rose - Aparece decifrando os hieróglifos de velhas ruínas para descobrir seu mistério, é raptada por Lyric, o vilão principal.

- Lyric - O principal vilão, uma cobra com uma armadura robótica que tem mais de 1000 anos, quer o poder do cristal para dominar o mundo e o universo.